# イェロータバンの戦い
イェロータバンの戦い（イェロータバンのたたかい、英:Battle of Yellow Tavern）は、南北戦争のオーバーランド方面作戦の一部として、1864年5月11日に行われた戦闘である。北軍と南軍の騎兵隊が衝突し、伝説的南軍騎兵の指揮官J・E・B・スチュアート少将が瀕死の重傷を負ったことで最も良く知られている。

## 背景
オーバーランド方面作戦は、北軍ユリシーズ・グラント中将が1864年に南軍ロバート・E・リー将軍の北バージニア軍に対して採った攻勢だった。この両軍は荒野の戦いでは決着がつかず、スポットシルバニア・コートハウスの戦いでは激戦が続いていた。この時点までに、北軍騎兵指揮官フィリップ・シェリダン少将はこの方面作戦における自分の役割に不満だった。その騎兵軍団はジョージ・ミード少将指揮下のポトマック軍に割り当てられており、ミードはグラントに従っていた。ミードはシェリダンの部隊を主に遮蔽や偵察という伝統的な役割で使っており、一方シェリダンは敵軍の後方地域に広範囲に襲撃を行うための独立して活動を行う攻撃武器としてその騎兵軍団を用いることに価値を見出していた。1864年5月8日、シェリダンはミードを飛び越してグラントに、もし騎兵軍団が独立した部隊として行動するよう許されるならば、北軍にとっては長い間の宿敵だったJ・E・B・スチュアートを倒せると告げた。グラントはその話に興味をそそられ、シェリダンの要請の価値についてミードを説得した。
5月9日、東部戦線ではこれまで見たことも無かったような10,000名の騎兵と32門の大砲からなる最も強力な騎兵隊が、南東に動きリー軍の背後に回った。この部隊には3つの目標があった。最初のものは鉄道の線路や補給物資を破壊することでリーの補給線を妨害することであり、2番目のものはアメリカ連合国の首都リッチモンドを脅かしてリーの気を逸らすことであり、3番目が最も重要なことで、スチュアートを倒すことだった。
北軍の騎兵隊は当時13マイル (21 km) 以上にわたって拡がっており、その夜にはビーバーダム駅の南軍前進補給基地まで到着した。南軍は北軍が到着する前に重要な軍事物資の多くを破壊することができていたので、シェリダン隊はバージニア中央鉄道の多くの列車や6両の機関車を破壊し、電信線を切断し、荒野の戦いのときに捕まっていた北軍兵400名近くを救出した。

## 戦闘
スチュアートはその4,500名の騎兵をシェリダン軍とリッチモンドの間に入るように動かした。両軍は5月11日正午に、リッチモンドの北6マイル (10 km) に位置する放棄された宿屋、イェロータバンで会した。北軍は勢力で3個師団あり、2個旅団の南軍を上回っていただけでなく、火力でも優れており、連射のできるスペンサー・カービン銃を全員が備えていた。南軍の騎兵はリッチモンドに至る道路に隣接する低い尾根から頑強に抵抗し3時間以上も戦った。馬に跨っていたスチュアートが激励の言葉を叫ぶと、第1バージニア騎兵隊の反撃で前進して来ていた北軍騎兵を丘の頂上から押し返した。第5ミシガン騎兵隊が後退してスチュアートの横を通り過ぎるときに、馬を降りていた北軍の兵卒で元は狙撃兵だった48歳のジョン・A・ホフが振り向きざま、その44口径拳銃で10ないし30ヤード（9ないし27 m）の距離からスチュアートを撃った。スチュアートは翌日、リッチモンドで死んだ。
戦闘はスチュアートが負傷してからも1時間続き、フィッツヒュー・リーが一時的な指揮を執った。シェリダンはその部隊を前線から離し、南のリッチモンド方面へ向かわせた。リッチモンド市の北にあるささやかな守備隊を突破する気にもなったが、チカホミニー川を越えてさらに南に進み、ジェームズ川のベンジャミン・バトラーの部隊と合流した。

## 戦闘の後
シェリダンの襲撃は無条件に成功だった。625名の損失を蒙ったが南軍兵300名を捕虜にし、北軍兵捕虜400名を取り戻した。しかしその最も価値ある勝利はJ・E・B・スチュアートを殺したことであり、ロバート・E・リーからその最も経験を積んだ騎兵指揮官を奪ったことだった。